# Phengaris rebeli
A Phengaris rebeli (Antigamente chamada de Maculinea rebeli) é uma espécie de borboleta europeia.

## Referencias
.<<Phengaris rebeli>>
.https://lepidoptera.eu/species/13487
.https://www.alexander-ohr.de/phengaris-rebeli-sensu-berger-1946-nec-hirschke-1904-kreuzenzian-ameisenblaeuling/